# Balleny-Becken
Koordinaten: 67° 0′ S, 170° 0′ O
Das Balleny-Becken ist ein kleines Seebecken vor der Nordküste des ostantarktischen Viktorialands.
Benannt ist es in Anlehnung an die Benennung der Balleny-Inseln nach dem englischen Walfangkapitän John Balleny (1770–1842).